# Леонид II
Леонид II (др-греч. Λεωνίδας) — царь Спарты из династии Агиадов в 254—243 и в 241—235 годах до н. э.

## Биография
Сын полководца Клеонима и внук царя Клеомена II. Будущий царь, воспитывавшийся в Сирии при дворе Селевка I Никатора, был женат на дочери сирийского правителя. Около 262 года до н. э. Леонид вернулся в Спарту, чтобы стать опекуном своего племянника Арея II.
Арей II умер в 254 году до н. э. в восьмилетнем возрасте, и власть перешла к Леониду II. Он стал главным противником реформ царя из династии Еврипонтидов Агиса IV.
Эфоры, лояльные Агису IV, привлекли Леонида II к суду, а на его место уговорили взойти мужа его дочери Хилониды — Клеомброта, который тоже был из рода Агиадов, но поддерживал реформы Агиса. Леонид укрылся в храме Афины Меднодомной вместе с дочерью Хилонидой, оставившей Клеомброта. Он получил вызов в суд, но не вышел из храма, и тогда спартанцы в 243 году до н. э. передали царство Клеомброту, который поддержал реформы Агиса. Однако крупные землевладельцы были недовольны реформами и в 241 году до н. э. вернули Леонида на царство.
Леонид II скончался в 235 году до н. э. Новым спартанским царём из рода Агиадов стал его сын Клеомен III.